# Virginijus Šikšnys
Virginijus Šikšnys, né le 26 janvier 1956 à Šiauliai, est un biochimiste lituanien.

## Biographie
Il étudie la chimie organique à l'université de Vilnius, puis à l'université d'État de Moscou, dont il est candidat ès sciences (équivalent d'un doctorat) en 1983.
Il travaille à l'Institut d'enzymologie appliquée de Vilnius de 1982 à 1993, puis, après deux ans passés dans le laboratoire de Robert Huber à l'Institut Max-Planck de Martinsried, près de Munich, il prend la tête du Département des interactions ADN-protéines de l'Institut de biotechnologie de l'université de Vilnius. En 2006, il devient professeur de l'université de Vilnius et membre de l'Académie des sciences de Lituanie.
En 2018, il reçoit le prix Kavli en nanosciences, conjointement avec Emmanuelle Charpentier et Jennifer Doudna, « pour l'invention de CRISPR-Cas9, un nano-outil précis d'édition de l'ADN qui a révolutionné la biologie, l'agriculture et la médecine ».